# Académie militaire de Modène
L'Académie militaire de Modène (en italien : Accademia militare di Modena) est une université militaire italienne située à Modène ouverte aux garçons et filles dont la finalité est la sélection et la formation initiale d'élèves officiers de l'armée italienne et de l'arme des carabiniers.
Le programme d'études dure au moins deux ans ; après validation, le stagiaire peut soit continuer à étudier pendant trois ans à l'école d'application de Turin ou à la Scuola ufficiali carabinieri à Rome.
Son siège est situé au Palais ducal, piazza Roma, dans le centre historique de Modène. L'académie est en activité depuis le 2 novembre 1815.

## Historique

### L'Académie à Turin
L'Académie a été fondée à Turin, qui faisait alors partie du duché de Savoie.
En 1669, duc Charles-Emmanuel II a imaginé la création d'une académie dans le but de former des chefs militaires compétents et fidèles à la maison de Savoie. Après sa mort, la duchesse Marie-Jeanne-Baptiste de Savoie, la régente de l'État, a ouvert l'académie royale le 1er janvier 1678.
La conception et la construction de l'Académie royale de Turin ont été confiées à l'architecte de la cour Amedeo di Castellamonte ; l'édifice a logé l'Académie jusqu'en 1943, quand les bombardements aériens de la Seconde Guerre mondiale ont complètement détruit le bâtiment dont  une partie de la colonnade a été regroupée et transportée à Modène en 1960 puis installée dans la cour du palais ducal, qui prit alors le nom de « Parvis de l'École militaire de Turin. »

### L'Académie à Modène
Le déplacement à Modène de cette Académie est motivée par la présence en ces lieux de l'« Académie et Conférence d'Architecture militaire » fondée en 1756 par le duc François III d'Este.
En 1798, Napoléon Bonaparte étendit le programme de l'Académie afin d'y inclure une école militaire d'ingénieurs et l'école d'artillerie où furent formés tous les officiers de l'armée d'Italie jusqu'en 1814.
Après la restauration, le duc François IV de Habsbourg-Este crée l'Académie militaire de la noblesse qui est par la suite ouverte aussi aux jeunes sans titre de noblesse.
En 1859, sur l'initiative du général Manfredo Fanti, une école militaire centrale est fondée, qui, en 1860, à la veille de la proclamation du royaume d'Italie (1861), est devenue l'école militaire d'Infanterie.
Quelques années plus tard, des écoles ont été ajoutées et regroupées : l'école militaire d'infanterie et de cavalerie (1865) et dans les années 1900, l'Académie militaire d'artillerie et du génie issue de l'école d'origine de Napoléon. En 1923, les deux écoles ont été réorganisés en « Académie militaire de l'infanterie et cavalerie de Modène » et « Académie militaire de l'artillerie et des ingénieurs de Turin », recevant le titre d'Académies royales en 1928.
Depuis 1937, l'Académie militaire de Modène dispense également des cours pour la formation des officiers des carabiniers. De 1933 à 1936 elle a hébergé aussi les 37e et 38e escadrons de la Garde royale.
En 1943, les deux institutions ont été suspendues et ont repris leur fonction, en mai 1944, à la caserne de Pico Lecce en tant que « Commando spécial de l'Académie militaire royale ». Après la fin de la guerre et la chute de la monarchie, l'Académie militaire de Modène est unifiée (1947).
Parmi les anciens élèves les plus illustres de l'Académie figurent 31 ministres, 6 présidents du conseil et 31 sénateurs de la royauté, ainsi que 3 sénateurs et 1 député de la république.
Pour commémorer la fondation de l'Académie militaire de Modène, la Poste italienne a émis en 1999 un timbre mettant en exergue l'Académie.

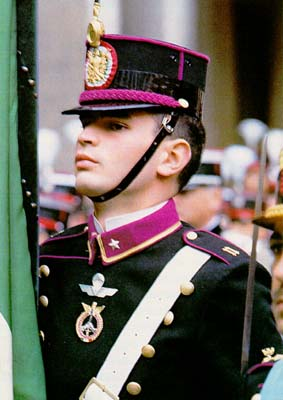
Élève en tenue d'apparat.
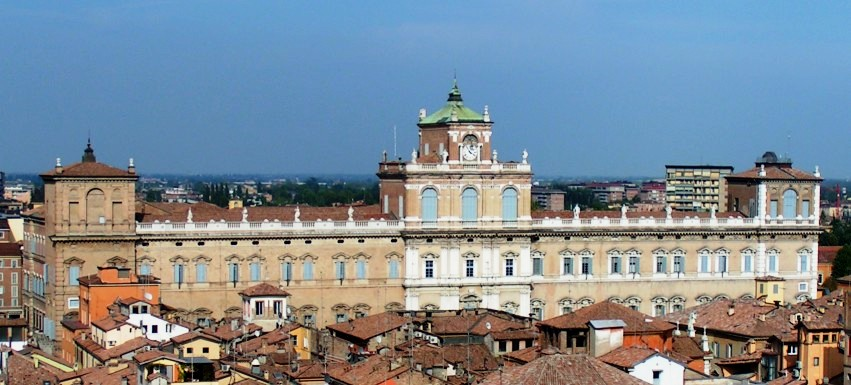
Le Palais ducal.
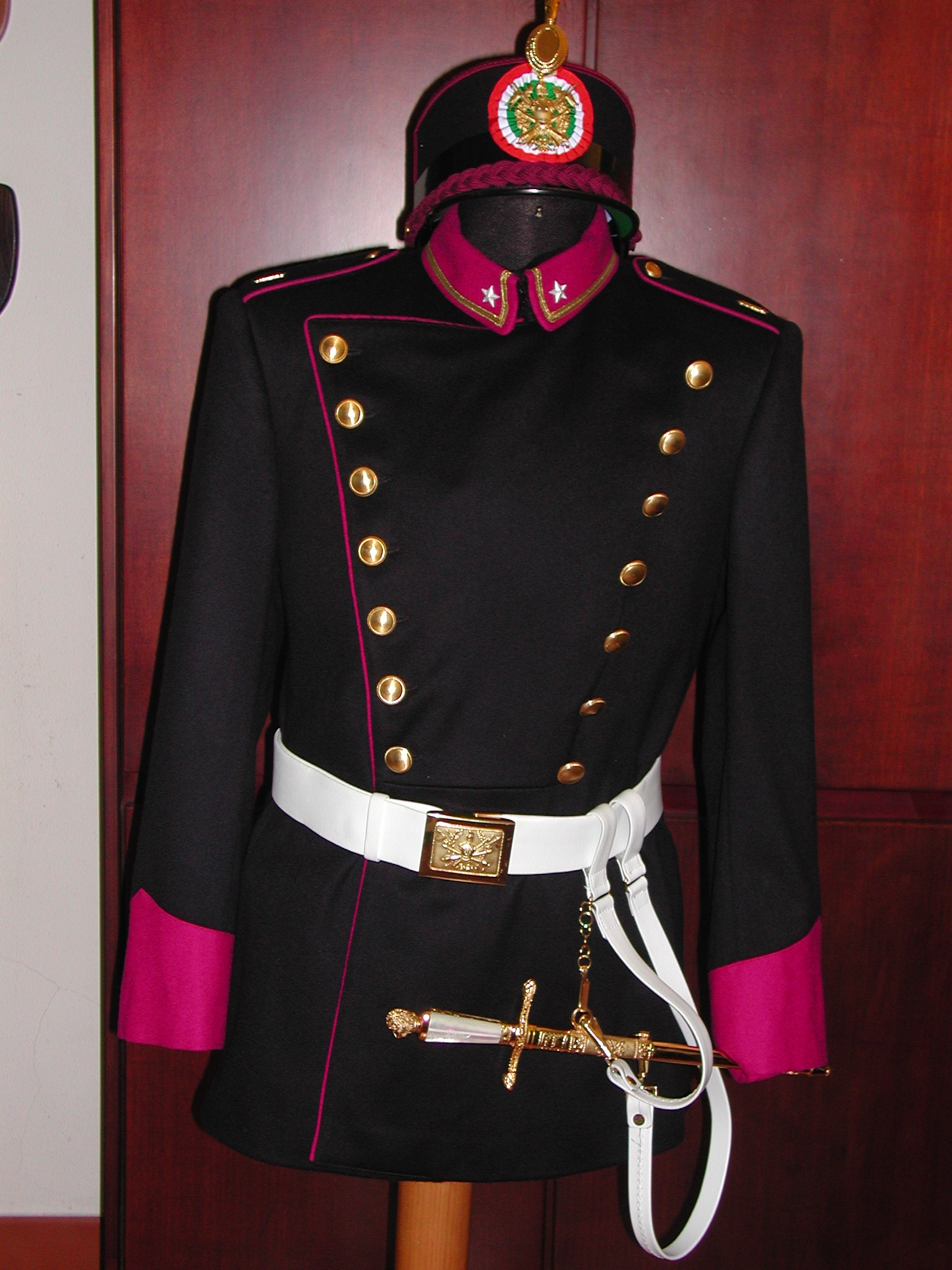
Uniforme historique.
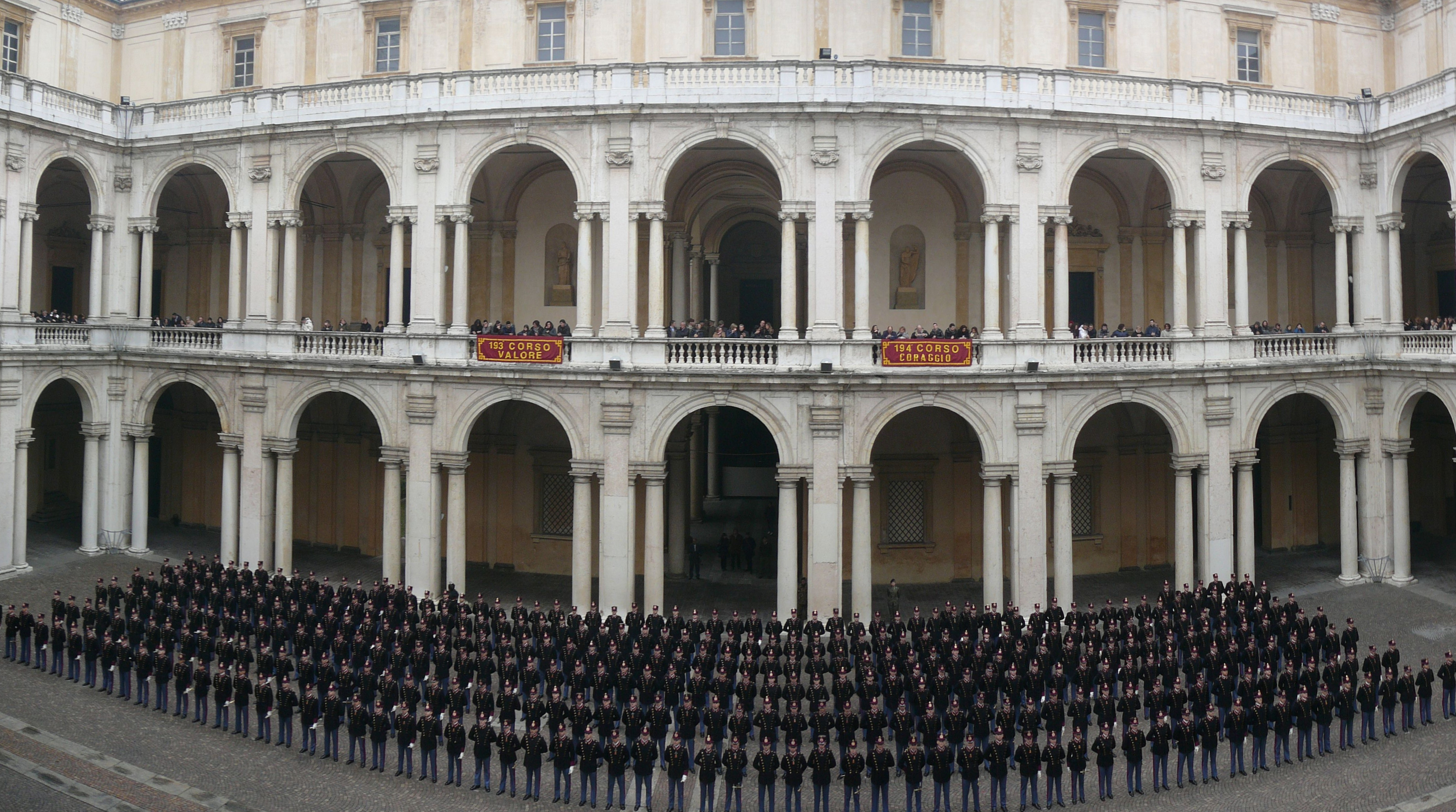
Cadets en rang.